# 阿尔高地区洛伊特基希
阿尔高地区洛伊特基希（德語：Leutkirch im Allgäu，發音：[ˈlɔʏtkɪʁç ʔɪm ˈʔalɡɔʏ]）是德国巴登-符腾堡州蒂宾根行政区拉芬斯堡县的城市，面积174.95平方千米，2023年12月31日人口为23,588人。

## 友好城市
阿尔高地区洛伊特基希与以下城市结为友好城市：
- 法國 贝达里约（1982年）
- 法國 埃雷皮扬（1982年）
- 法國 拉马卢莱班（1982年）
- 義大利 斯蒂维耶雷堡（1995年）